# BayWa
BayWa — немецкая компания, осуществляющая оптовую и розничную торговлю сельскохозяйственными и промышленными товарами, включая зерно, фрукты, комбикорма, удобрения, сельскохозяйственную технику, стройматериалы, горючее и смазочные материалы.

## История
Предшественником компании является Bayerische Zentral-Darlehenskasse (BZDK, «Баварская центральная ссудная касса»), которая была основана в 1893 году; она занималась выдачей ссуд фермерам для покупки сельскохозяйственной техники, а также вела торговлю их продукцией. Гиперинфляция после Первой мировой войны привела к отделению торгового подразделения в самостоятельную акционерную компанию Bayerische Warenvermittlung landwirtschaftlicher Genossenschaften («Баварское торговое посредничество сельскохозяйственных кооперативов», сокр. BayWa). На момент создания у компании было около 400 складов. Начиная с 1927 года компания открывала зарубежные филиалы в Австрии, Италии и Швейцарии.
После Второй мировой войны BayWa активно участвовала в механизации сельского хозяйства Баварии и всей ФРГ, снабжая фермеров тракторами, комбайнами и доильными аппаратами. В 1950-х годах компания начала торговлю стройматериалами и развивать свою сеть АЗС. В 1950 году оборот BayWa достиг 1 млрд дойчемарок, а к концу 1960-х годов — 2 млрд дойчемарок. 13 июля 1972 года BayWa стало официальным названием компании. В 1975 году началось создание сети хозяйственных магазинов и центров садового инвентаря.
В 1990-х годах компания начала осваивать рынок Восточной Германии и стран Восточной Европы (Болгария, Хорватия, Польша, Словакия, Чехия и Венгрия). В 2008 году правление компании возглавил Клаус Йозеф Лутц (Klaus Josef Lutz), под его руководством началась модернизация BayWa, было создано подразделение возобновляемой энергетики, которое занимается производством и торговлей биодизелем, строительством солнечных и ветряных электростанций. Также были расширены международные операции покупкой новозеландской компании Turners & Growers (поставщика яблок и киви) в 2011 году за 125 млн евро и нидерландской группы Cefetra в 2012 году также за 125 млн евро.

## Деятельность
Подразделения по состоянию на 2022 год:
- сельское хозяйство, включая:
  - Cefetra Group — дочерняя компания в Нидерландах, оптовая торговля агропродукцией, 23 % выручки,
  - аграрная торговля и услуги — 21 % выручки,
  - сельскохозяйственная техника — 8 % выручки,
  - глобальная торговля сельскохозяйственной продукцией — 3 % выручки;
- строительные материалы — торговля стройматериалами, центры садового инвентаря и товаров для домашних животных, 9 % выручки;
- энергетика — торговля горюче-смазочными материалами, в частности через собственную сеть из 280 АЗС, включая
  - биодизель — 24 % выручки,
  - нефтепродукты — 12 % выручки.

Основные регионы деятельности: Германия (37 % выручки), Австрия (14 %), Нидерланды (9 %), остальная Европа (31 %), США (4 %), Новая Зеландия (2 %).